# Danubier
Danubiern är en hästras som härstammar från Bulgarien. Danubianhästar har ett ganska fint och ädelt utseende och används främst till ridning. De är även populära för sitt lugna och lätthanterliga temperament. Danubiern utvecklades ur Donauhästen med hjälp av utavel av ädlare raser som gav en häst som var lättare i typen och bättre lämpad som ridhäst. Både Donauhästen och Danubiern kallas Danube i Bulgarien, och har fått sitt namn från floden Donau. Dessa räknas dock fortfarande som skilda raser i Bulgarien.

## Historia
Utvecklingen av danubianhästar påbörjades redan under den första hälften av 1900-talet då Bulgariens jordbruksverk satte upp ett avelsprogram för att förbättra lokala och inhemska stammar av Donauhästar och Plevenhästar med hjälp av fullblodshästar. Dessa förbättrade hästar skulle sedan ingå i ett avelsprogram för att få fram en bättre ridhäst med högre kvalitet.
Statstuteriet i Bulgariens huvudstad Sofia påbörjade aveln genom att samla in de bästa av de lokala inhemska stona och man importerade hingstar från Ungern, bland annat Gidran-araber och Nonius. Även olika sorters hästar från England importerades och användes i aveln, då främst engelska fullblod. Danubierhästarna fick sedan bättre rörelser när man korsade in ryska travare i rasen.
Danubiern blev sedan godkänd som egen ras under 1960-talet och blev snabbt populär som en bekväm och lättriden häst som var till nöjesridning, lätt arbete eller körning snarare än till tävlingsbruk då släktingen Plevenhästen redan var en väl utvecklad sporthäst. Idag är Danubiern ganska ovanlig utanför Bulgarien.

## Egenskaper
Danubiern är en väl utvecklad ridhäst med ett ädelt utseende och goda rörelser. Huvudet hos stona är mycket finskurna med en lätt inåtbuktande eller rak nosrygg. Hos hingstarna är huvudet lite grövre men Danubierhästarna har aldrig utåtbuktande eller för grova huvuden. Nacken är proportionell i längd och väl musklad. Ryggen är lång och stark och benen är välutvecklade, starka och något korta. I regel är kroppen något rektangulär och avlång men väldigt väl musklad.
Danubierhästen är mest känd för sitt lugna och lätthanterliga temperament och används främst som ridhäst, men även till lättare jordbruk eller som vagnshäst. Danubiern är oftast mörk och är alltid svart, brun eller fux, då oftast mörkt fuxfärgad.